# Karl-Heinrich von Groddeck
Karl-Heinrich von Groddeck (n. 19 iulie 1936, Tutow, Republica Democrată Germană, Germania – d. 14 decembrie 2011, Müllheim, Marele Ducat de Baden, Germania) a fost un sportiv german, medaliat olimpic. A participat la 3 ediții ale Jocurilor Olimpice (1956, 1960, 1964) în care a câștigat o medalie de aur și două medalii de argint.